# Carl von Koseritz

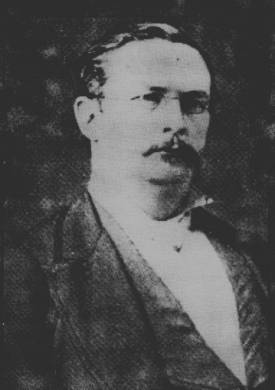
Carlos von Koseritz, 1850

Carl Julius Christian Adalbert Heinrich von Koseritz (portugiesisch Carlos von Koseritz; * 3. Februar 1834 in Dessau, Anhalt-Dessau; † 30. Mai 1890 in Porto Alegre, Brasilien) war ein deutsch-brasilianischer Journalist, Zeitungsherausgeber und Sprecher der deutschen Bevölkerung im Süden Brasiliens.

## Leben
Karl von Koseritz  fuhr nach einigen Semestern des Studiums der Rechtswissenschaften an der Universität Heidelberg zunächst zur See. In Brasilien diente er als Mitglied der „Brummer“, einer in Deutschland angeworbenen Söldnertruppe, in der kaiserlich brasilianischen Armee.  Er war von 1857 bis 1862 Lehrer in Pelotas und übernahm dann die Redaktion der portugiesischsprachigen Zeitung Echo do Sul in Lagoa dos Patos.
Seit 1864 war Carl von Koseritz Chefredakteur der Deutschen Zeitung in Porto Alegre, der er zu einer großen Verbreitung verhalf und durch die er auch vielen deutschsprachigen Lesern bekannt wurde.
Nach einem Zerwürfnis mit deren Herausgeber gründete er  1881 Koseritz’ Deutsche Zeitung, die die bekannteste deutschsprachige Zeitung in Brasilien wurde.
1882 wurde Carl von Koseritz als Abgeordneter in den Provinziallandtag der Provinz São Pedro do Rio Grande do Sul gewählt.
Im Januar 1883 unternahm er eine Reise nach Rio de Janeiro über Pelotas, Rio Grande, Desterro (heute Florianópolis), Paranaguá und Santos; woraus sein Buch  Bilder aus Brasilien entstand, das einen tieferen Einblick in die damaligen sozialen Verhältnisse Brasiliens vermittelte.
Seine wertvolle ethnologische Sammlung mit vielen Exponaten aus altindianischer Zeit schenkte er 1882 dem Berliner Völkerkundemuseum.
Er war 1874 Gründer einer Freimaurerloge Schröderscher Lehrart Zur Eintracht in Porto Alegre.
Er war verheiratet und hatte mehrere Kinder. 
1925 wurde ein Ehrengrabmal für ihn in Porto Alegre geschaffen.

## Schriften
Carl von Koseritz veröffentlichte zahlreiche Texte und Schriften in deutscher und portugiesischer Sprache. Sein verbreitetstes Werk waren die Bilder aus Brasilien von 1885.
- Resumo da História Universal. Pelotas 1856.
- A donzela de Veneza. Pelotas 1859.
- Um drama no mar. Tip. do Echo do Sul, Rio Grande 1863.
- Beschreibung der Provinz Rio Grande do Sul. Rudolstadt, 1863
- Resumo da economia nacional: especialmente aplicado às circunstâncias atuais do país. Typ. do Jornal do Comércio, Porto Alegre 1870[7]
- Roma perante o século. Porto Alegre 1871.
- Rom vor dem Tribunal des Jahrhunderts., Porto Alegre 1872.
- A Igreja e o Estado. Porto Alegre 1873.
- Jakobine Maurer, die deutsche „Christusin“ in Brasilien. In: Die Gartenlaube, 1874, Heft 40, S. 643–645 und Heft 43, S. 696–698[8]
- Laura, também um perfil de mulher. Tipografia J. J. R. da Silva, Rio Grande 1875. - 2. Auflage. Tip. Livraria Americana, Porto Alegre 1887.
- Rathschläge für Auswanderer. Berlin 1881. - 2. umgearbeitete und vermehrte Auflage. Allgemeine Verlags-Agentur, Berlin 1885. (Digitalisat).
- Rückblick auf die brasilianische Politik der letzten 20 Jahre. Porto Alegre 1882.
- Bosquejos etnológicos. Porto Alegre 1884.
- A terra e o homem. Porto Alegre 1884.
- Bilder aus Brasilien. Verlag von Wilhelm Friedrich, Leipzig und Berlin 1885. Digitalisat Digitalisat Digitalisat
  - Imagens do Brasil. Tradução de Bilder aus Brasilien por Afonso Arinos de Melo Franco. Livraria Martins Editora, São Paulo 1941.
- Alfredo d’Escragnolle Taunay. Esboço característico. Traduzido do alemão. G. Leuzinger & Filhos, Rio de Janeiro 1886.[9]  (Digitalisat).
- Impressões da Itália. Porto Alegre 1888.